# إرنست جونسون (دراج)
إرنست جونسون (بالإنجليزية: Ernest Johnson)‏ مواليد 18 نوفمبر 1912 في لندن، إنجلترا - الوفاة 29 نوفمبر 1997 في ديفون، إنجلترا، كان دراج إنجليزي. سبق أن شارك في دورة الألعاب الأولمبية الصيفية وفاز بميدالية أولمبية.

## الميداليات
| الميدالية | المسابقة                       |
| --------- | ------------------------------ |
| برونزية   | الألعاب الأولمبية الصيفية 1932 |
| برونزية   | الألعاب الأولمبية الصيفية 1936 |

## روابط خارجية
- إرنست جونسون على موقع أرشيف الدراجات (الإنجليزية)
- إرنست جونسون على موقع أوليمبيديا (الإنجليزية)
- إرنست جونسون  على موقع SportsReference  - سبورتس رفرنس